# Marutea Nord
Pour les articles homonymes, voir Marutea.
Ne doit pas être confondu avec Marutea Sud.
Marutea Nord est un atoll situé dans l'archipel des Tuamotu en Polynésie française. Il est administrativement rattaché à la commune de Makemo.

## Géographie

### Situation
L'atoll est situé à 26 km au sud-est de Makemo, l'île la plus proche, et à 650 km à l'est de Tahiti. De forme ovoïde, il s'étend sur 43 km de longueur et 16 km de largeur maximales pour une surface de terres émergées de 2,7 km2. Son lagon couvrant une superficie de 400 km2 est accessible par une étroite passe artificielle située au nord-est de la barrière de corail.
Il n'est pas habité de manière permanente, bien que quelques habitations soient construites près de la passe.

### Géologie
D'un point de vue géologique, l'atoll est l'excroissance corallienne (de 50 mètres) du sommet du mont volcanique sous-marin homonyme, qui mesure 1 845 mètres depuis le plancher océanique, formé il y a 47,8 à 50,1 millions d'années.

## Histoire
La première mention de l'atoll par un Européen est faite par le navigateur britannique James Cook le 12 août 1773 lors de son deuxième voyage en Polynésie, qui la nomme du nom d'île Furneaux en hommage au navigateur Tobias Furneaux. Il n'est pas revisité de façon notable avant le milieu du XIXe siècle par les explorateurs européens habituels des Tuamotu et passe alors sous protectorat de la France.
Le 5 novembre 2017, le thonier taïwanais Shen Long Yu s'échoue sur le platier de l'atoll et y reste couché pendant près de trois ans avant que l'administration de la Polynésie française ne doive se substituer à l'armateur pour financer le renflouement de l'épave grâce à un cargo et une barge.

## Économie
La récolte des holothuries est autorisée dans la moitié nord-ouest du lagon.